# Paul Fridolin Kehr
Paul Fridolin Kehr (Waltershausen, 28 dicembre 1860 – Wässerndorf, 9 novembre 1944) è stato un archivista, storico e diplomatista tedesco.

## Biografia
Nel 1893 fu nominato professore di storia e scienze ausiliarie all'Università di Marburgo e, due anni dopo, ottenne lo stesso titolo all'Università di Göttingen (dal 1895).
Nel 1903 fu nominato direttore dell'Istituto storico prussiano a Roma e nel 1915 divenne direttore generale dell'Archivio di Stato prussiano. Durante lo stesso anno, divenne presidente di Monumenta Germaniae Historica.

## Opere
- Päpstlichen Urkunden und Regesten aus den Jahren 1358-78 (2 volumi, 1886-1889)
- Die Urkunden Otto III. (1889)
- Regesta Pontificum Romanorum.
- Germania sacra (1 vol., Berlin 1929)[2]
- (LA) Italia pontificia sive Repertorium privilegiorum et litterarum a romanis pontificibus ante annum 1598 Italiae ecclesiis, monasteriis, civitatibus singulisque personis concessorum, I: Roma, Berolini, Apud Weidmannos, MDCCCCVI. URL consultato il 6 febbraio 2021. Ospitato su Internet Archive.
- (LA) Italia pontificia ..., II: Latium, Berolini, Apud Weidmannos, MDCCCCVII. URL consultato il 6 febbraio 2021. Ospitato su Internet Archive.
- (LA) Italia pontificia ..., III: Etruria, Berolini, Apud Weidmannos, MDCCCCVIII. URL consultato il 6 febbraio 2021. Ospitato su Internet Archive.
- (LA) Italia pontificia ..., IV: Umbria, Picenum, Marsia, Berolini, Apud Weidmannos, MDCCCCIX. URL consultato il 6 febbraio 2021. Ospitato su Internet Archive.
- (LA) Italia pontificia ..., V: Aemilia sive provincia Ravennas, Berolini, Apud Weidmannos, MDCCCCXI. URL consultato il 6 febbraio 2021. Ospitato su Internet Archive.
- (LA) Italia pontificia ..., VI: Liguria sive Provincia mediolanensis. Pars Iː Lombardia, Berolini, Apud Weidmannos, MDCCCCXIII. URL consultato il 6 febbraio 2021. Ospitato su Internet Archive.